# ۳۲۱ (میلادی)
۳۲۱ (میلادی) سیصد و بیست و یکمین سال تقویم میلادی است.

## زادگان
- والنتینیان یکم، امپراتور روم (م. ۳۷۵)

## درگذشتگان
‎